# Ficus godeffroyi
Ficus godeffroyi är en mullbärsväxtart som beskrevs av Otto Warburg. Ficus godeffroyi ingår i släktet fikonsläktet, och familjen mullbärsväxter. Utöver nominatformen finns också underarten F. g. hygrophila.